# گوشته (جانداران)

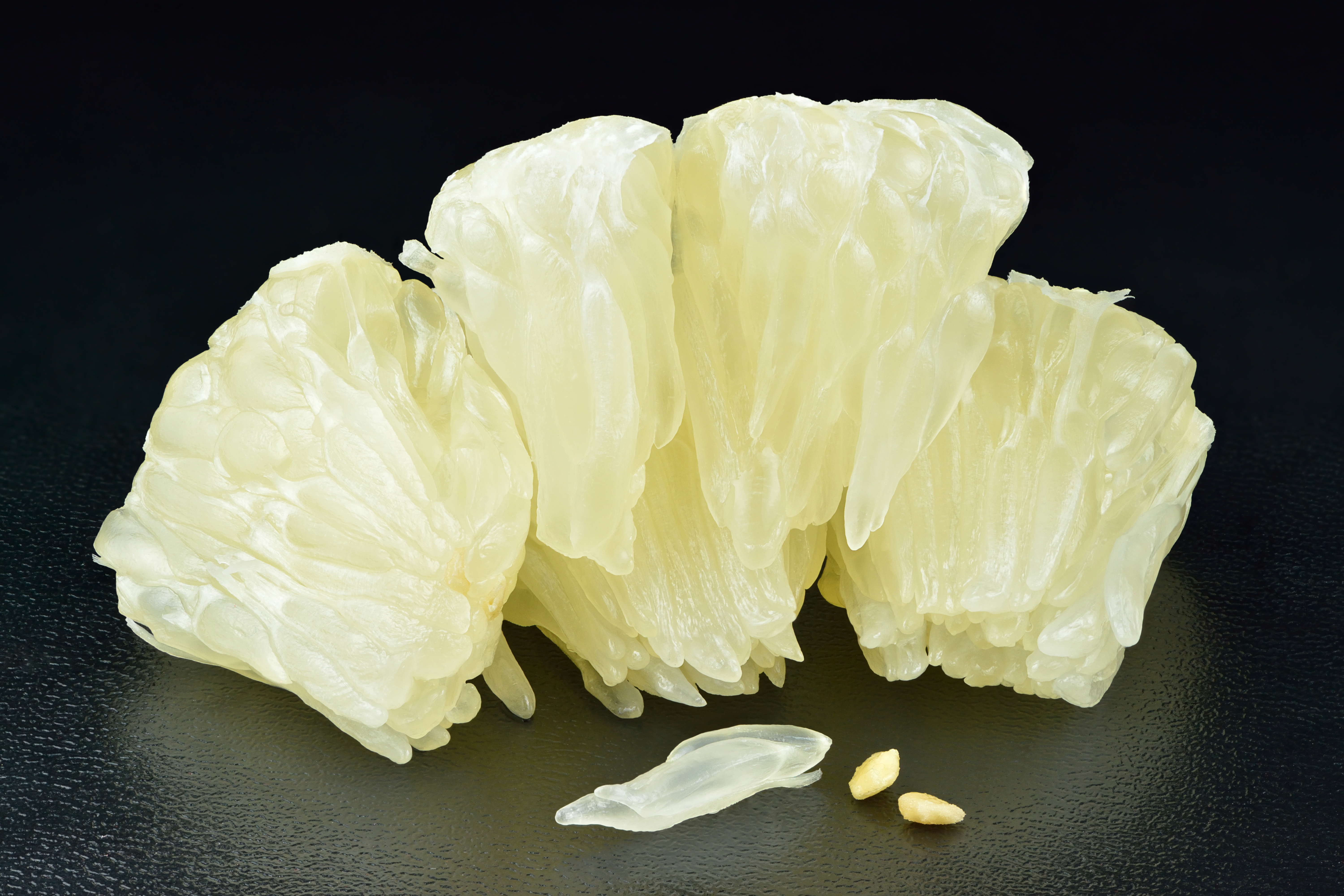
گوشته میوه دارابی

گوشته (به انگلیسی: Flesh)، اصطلاحی برای برخی از بافت‌های نرم جانداران است. جانداران مختلف چندسلولی دارای بافت‌های نرم هستند که ممکن است «گوشته» نامیده شوند. در پستانداران، از جمله انسان، «گوشته» بافت‌های عضلانی و چربی را پوشش می‌دهد، اما برای نمونه بافت مغز را پوشش نمی‌دهد.
در زمینه آشپزی به گوشته حیوانات (و گهگاه گیاهان) گوشت گفته می‌شود.
در گروه‌های خاص حیوانی مانند مهره‌داران، نرم‌تنان و بندپایان، گوشته به‌ترتیب از ساختارهای غیرگوشته‌ای بدن مانند استخوان، پوستک و اسکلت بیرونی متمایز می‌شود.
در گیاهان، گوشته بافت نرم است که ساختارهایی مانند میوه‌های خوراکی را تشکیل می‌دهد، در مقابل ساختارهای سخت مانند میوه‌های غیرگوشته‌ای و چوب است. در قارچ‌ها، «گوشته» به تراما (Trama)، قسمت نرم و داخلی قارچ یا بدن میوه اشاره دارد.
استفاده محدودتر از این ممکن است در برخی از زمینه‌ها مانند هنرهای تجسمی وجود داشته باشد، جایی که «گوشته» ممکن است فقط به پوست قابل رویت انسان اشاره کند، در مقابل قسمت‌هایی از بدن که توسط لباس و مو پوشانده شده است. «گوشته» به‌عنوان توصیف‌کننده رنگ، معمولاً به رنگ پوست مایل به صورتی/ رنگ پوست کمرنگ انسان قفقازی اشاره دارد.

## نگارخانه

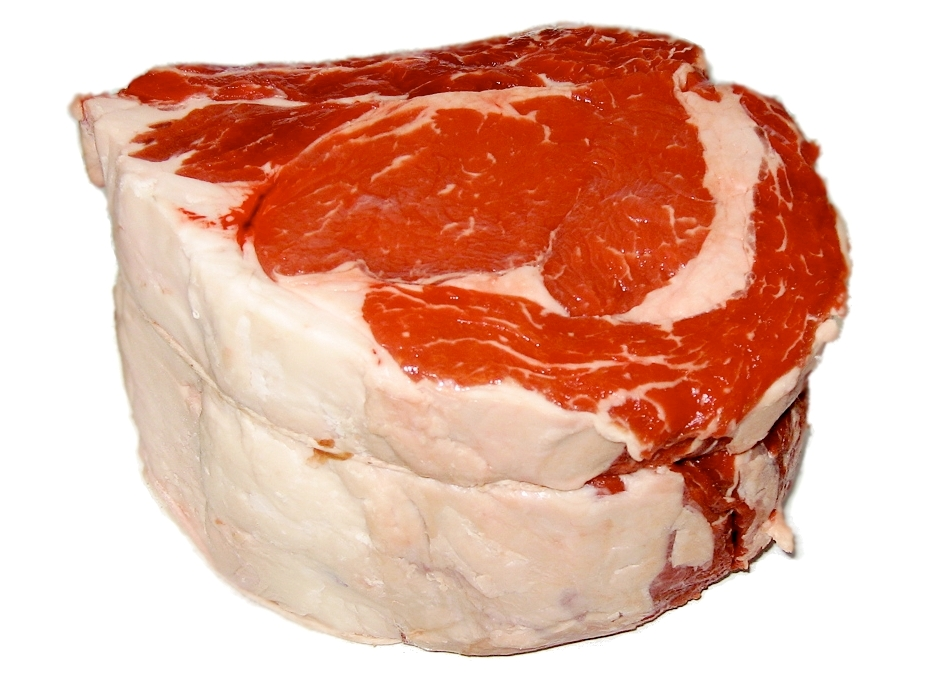
گوشته گاو (Beef)
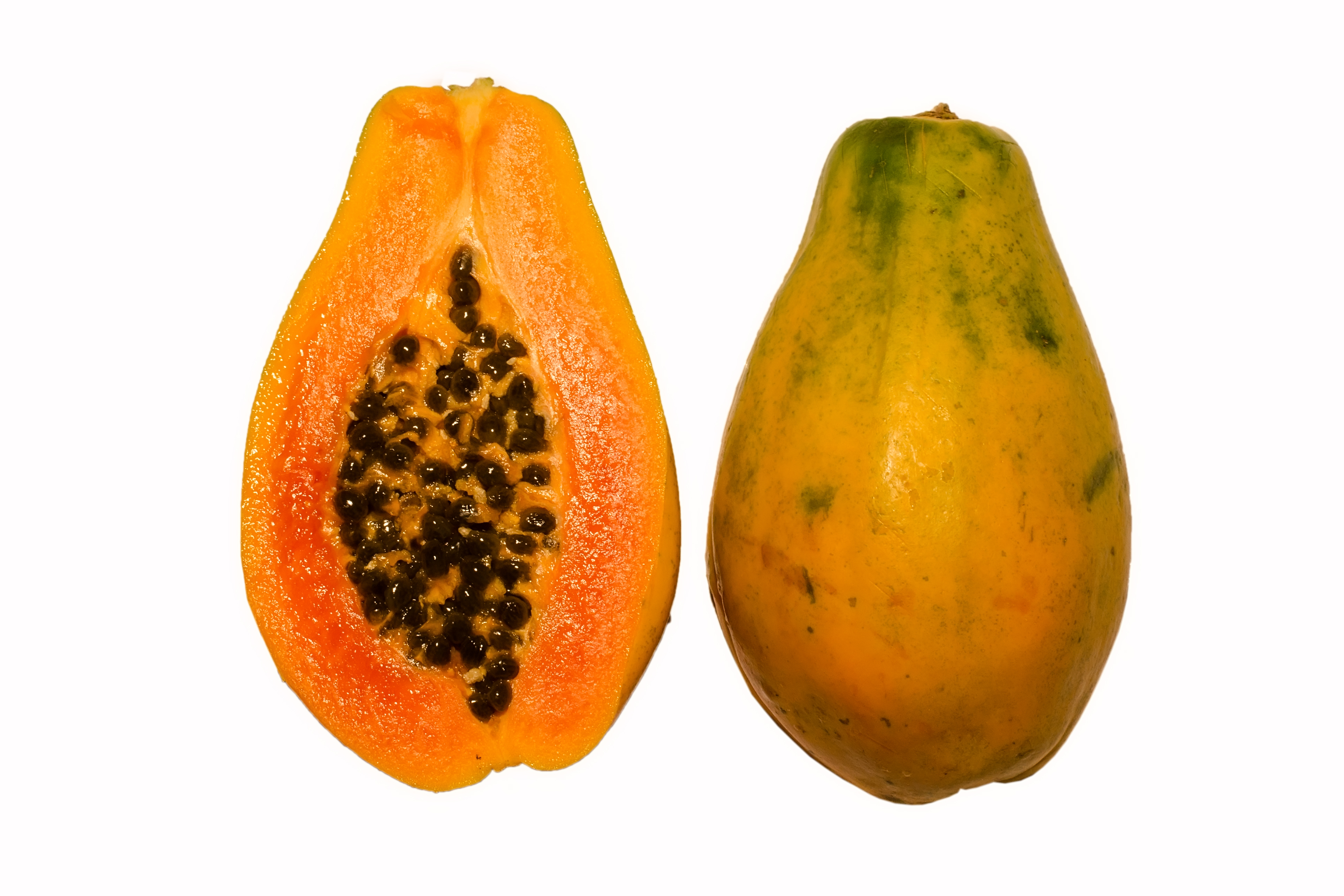
گوشته میوه پاپایا
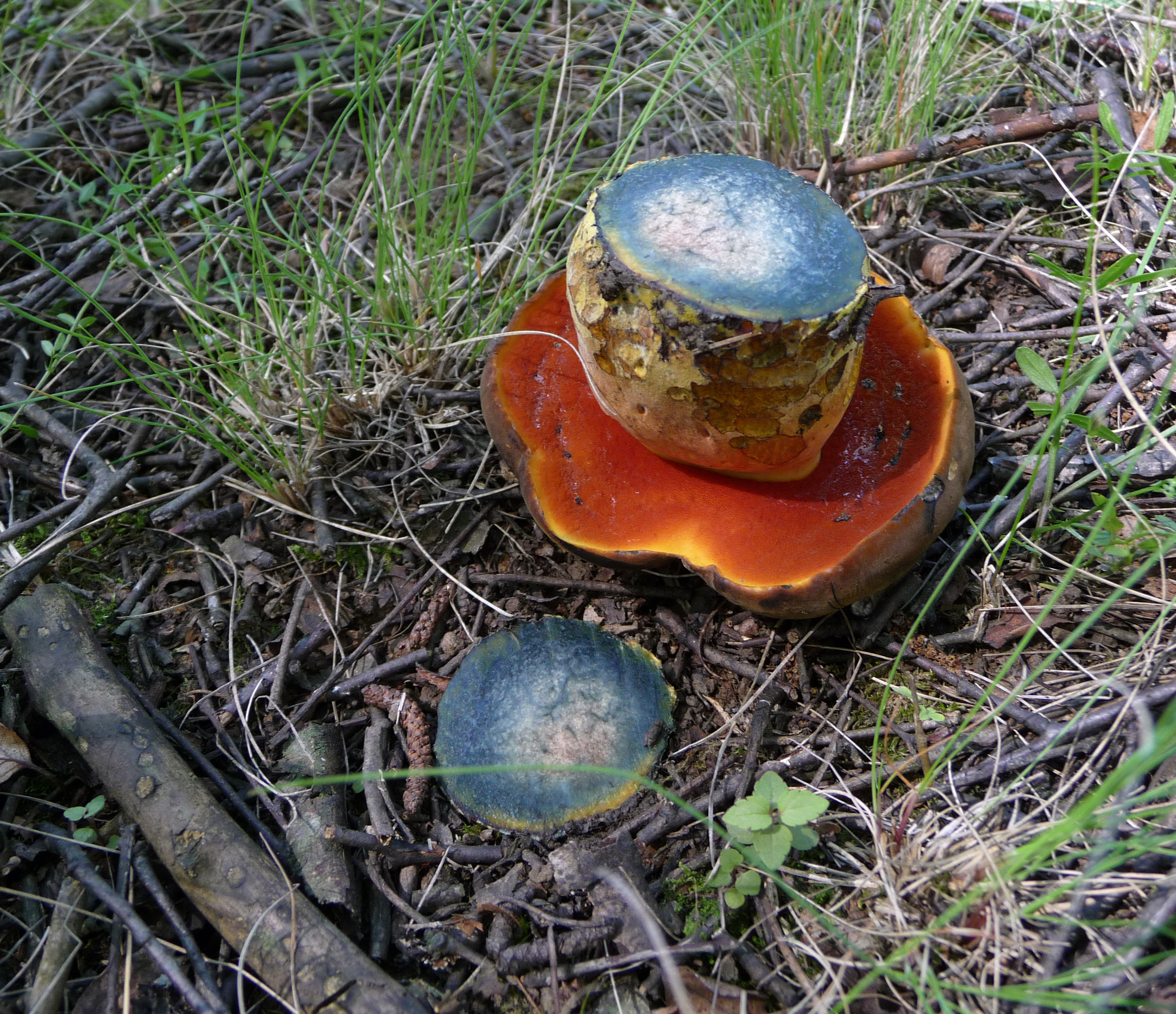
قارچ بریده شده (Neoboletus luridiformis) که گوشته آبی را نشان می‌دهد.